# مارلين طالي
مارلين طالي ملكة جمال لبنان، حيث توجت ملكة جمال لبنان عام 1966. تنافست على لقب ملكة جمال العالم في 17 نوفمبر 1966 في قاعة ليسيوم في لندن.